# Jeremy Leggett
Jeremy Leggett (1954 –) geológiatanár, olajszakértő, társadalmi aktivista, két könyv szerzője, a Solar Century vállalat vezérigazgatója.

## Élete
Leggett 1978-ban PhD fokozatot szerzett földtudományokból Oxfordban. Pályafutását geológiatanárként kezdte az Imperial College-ban, ahol az olajkőzetek és az ősi óceánok kutatásával foglalkozott, miközben olajtársaságok részére írt szakértői véleményeket. Mivel a éghajlatváltozás egyre nagyobb aggodalommal töltötte el, 1989-ben csatlakozott a Greenpeace-hez. Itt hét évig dolgozott, eleinte az angliai részleg vezető kutatójaként, majd később a klímaváltozással kapcsolatos ügyekben nemzetközi kortesként. Ma a Solar Century, az Egyesült Királyság legnagyobb független napenergia-elemeket gyártó vállalatának vezérigazgatója, az Egyesült Királyság kormánya megújuló energiákkal foglalkozó tanácsadó testületének tagja (2002–2006), és a világ első, megújuló energiákkal foglalkozó magán befektetési alapjának igazgatója.
Leggett Shi Zhengrong, Tom Dinwoodie és Tom Lerner mellett egyike azoknak, akik a megújuló energiaforrás-üzletet beindították. Leggett 2007-ben azt állította, hogy az olajtermelés 2008-ban éri el a csúcspontját, plusz/mínusz 2 év.  A megújuló energiaforrások propagálásával Leggett a fenntartható fejlődésért és a globális felmelegedés ellen kíván lépéseket tenni, de egyes kritikusai szerint csak a saját vállalatának próbál ily módon ügyfeleket szerezni.

## Díjak, elismerések
- US Climate Institute's Award for Advancing Understanding (1996)[2]

## Könyvei
Több könyv társszerzője, és két könyv szerzője: 
- The Carbon War: Global Warming and the End of the Oil Era (Penguin, 1999)
- Half Gone: Oil, Gas, Hot Air and the Global Energy Crisis (Portobello, 2005, az USA-ban The Empty Tank címmel forgalmazták)

## Könyvei magyarul
A fele elfogyott - Olaj, gáz, forró levegő és a globális energiaválság. Typotex Kiadó, 2008 ISBN 978-963-9664-87-6

## Külső hivatkozások
Jeremy Leggett blogja (angolul)

Jeremy Leggett cikkei (angolul) 

https://web.archive.org/web/20070526155706/http://www.carbonwar.co.uk/ 

http://www.solarcentury.co.uk 

Részlet A fele elfogyott c. könyvből